# Smilax lushuiensis
Smilax lushuiensis är en enhjärtbladig växtart som beskrevs av Sing Chi Chen. Smilax lushuiensis ingår i släktet Smilax och familjen Smilacaceae. Inga underarter finns listade.